# Armand Augustin Louis de Caulaincourt
Armand Augustin Louis de Caulaincourt, marqués de Caulaincourt (9 de diciembre de 1773 - 19 de febrero de 1827) fue un general y diplomático francés, proveniente de una familia noble.

## Biografía
A los 15 años entró al ejército, pero no llegó a altos puestos. En 1792 era capitán, pero fue enviado a prisión, probablemente porque se había mostrado hostil a los demócratas. Fue liberado, pero a condición de que se mantuviera como un simple granadero. Se mantuvo así por tres años, hasta que, por la intercesión del General Hoche, fue restaurado a su antiguo rango de capitán. Aun así, después de diez años de servicio sus avances militares eran lentos.
Logró el cargo de coronel en el Ejército del Rin en 1799-1800. Después de la paz de Lunéville en 1801, fue enviado a San Petersburgo por Napoleón Bonaparte. Su misión oficial era elogiar la ascensión de Alejandro I al trono, pero en realidad se quería destruir la influencia inglesa en aquella corte.
Al regresar fue designado Aide de Camp de Napoleón, quien por entonces ostentaba el cargo de primer cónsul. Fue empleado para atrapar a algunos agentes del gobierno inglés en Baden en 1804, que condujo a la acusación en su contra sobre su implicación en la detención del duque d'Enghien, que él enérgicamente negó. Después del establecimiento del Imperio recibió varios honores y el título de duque de Vicenza en 1808. Napoleón le envió en 1807 como embajador a San Petersburgo, donde Caulaincourt trató de mantener la alianza de Tilsit. Sus tareas se asemejaban más al de un espía que al de un embajador, y aunque la ambición de Napoleón hiciera la tarea difícil, Caulaincourt se mantendría en ella durante algunos años. 
En 1810 Caulaincourt aconsejó a Napoleón que renunciara a su proyecto de invadir Rusia. Durante la guerra acompañó al emperador y fue uno de los que lo acompañó cuando Napoleón regresó sorpresivamente a París en diciembre de 1812, dejando su ejército en Polonia. En los últimos años del imperio tuvo que cargar con la mayoría de las negociaciones. Firmó el armisticio de Pleswitz, en junio de 1813, representó a Francia en el congreso de Praga en agosto de 1813 y en el tratado de Fontainebleau en abril de 1814.
Durante la primera Restauración, Caulaincourt se mantuvo en un oscuro retiro. Cuando Napoleón regreso de la isla de Elba, fue nombrado ministro de asuntos exteriores y trató de convencer a Europa de las intenciones pacíficas del emperador. Después de la segunda Restauración, el nombre de Caulaincourt se integró a la lista de proscritos, pero fue borrado por intervención personal de Alejandro I con Luis XVIII.
Afectado de un cáncer de estómago, murió el 19 de febrero de 1827 en París. Está enterrado en el cementerio de Père-Lachaise, cerca de la plaza de los Mariscales del Imperio.
Las memorias de Caulaincourt aparecieron bajo el título de Souvenirs du duc de Vicence en 1837-1840.
| Precedido por: Hugues-Bernard Maret          | Ministro de Asuntos Exteriores de Francia 20 de abril de 1813 - 1 de abril de 1814 | Sucedido por: Antoine René Charles Mathurin |
| Precedido por: Charles Maurice de Talleyrand | Ministro de Asuntos Exteriores de Francia 20 de marzo - 22 de junio de 1815        | Sucedido por: Louis Pierre Edouard          |

## Libros
- En trineo con Napoleón, 2021, Interfolio Libros ISBN 9788494845161